# El Molí Nou (Sant Joan les Fonts)
El Molí Nou és una casa de Sant Joan les Fonts (Garrotxa) inclosa a l'Inventari del Patrimoni Arquitectònic de Catalunya.

## Descripció
És un edifici de planta rectangular i teulat a dues aigües amb els vessants vers les façanes laterals. Posteriorment a la primitiva fàbrica es bastiren diferents cossos pel costat de ponent. Disposa de baixos (on hi havien hagut les eines del molí), dos pisos i golfes.
Les portes principals (una que donava accés al molí i una altra de carreus, molt ben tallat, que menava directament al primer pis) foren ubicades a tramuntana; aquesta darrere conserva la llinda on es pot observar la següent inscripció: "I A V S L A 1 7 0 ... F E C I T". Just al mig de la inscripció hi ha dibuixada una creu. La seva conservació és molt deficient.

## Història
El molí Nou va ser bastit amb pedra poc escairada, llevat dels cantoners i de les que formen les obertures. L'estat actual de l'edifici és ruinós; fins fa alguns anys s'hi feien colònies de vacances pels infants. Actualment està en venda.